# Liste der denkmalgeschützten Objekte in Kirchheim im Innkreis
Die Liste der denkmalgeschützten Objekte in Kirchheim im Innkreis enthält die denkmalgeschützten, unbeweglichen Objekte der Gemeinde Kirchheim im Innkreis in Oberösterreich (Bezirk Ried im Innkreis).

## Denkmäler
| Foto |                 | Denkmal                                                                      | Standort                                          | Beschreibung | Metadaten |
| ---- | --------------- | ---------------------------------------------------------------------------- | ------------------------------------------------- | --- | --- |
| ja   | Datei hochladen | Kath. Pfarrkirche hl. Nikolaus und Friedhof HERIS-ID: 52216 Objekt-ID: 58720 | Kirchengasse 8 Standort KG: Kirchheim im Innkreis | Die Pfarrkirche Hl. Nikolaus wurde 1140 erstmals urkundlich erwähnt. Die Kirche ist im gotischen Stil erbaut, aber zum Teil barockisiert. Das Langhaus ist einschiffig und dreijochig, der Chor weist einen 3/8 Schluss auf. Der Turm im südlichen Chorwinkel hat oben abgeschrägte Ecken und einen hohen Zwiebelhelm, datiert rund um 1765. Die Altäre stammen aus den Jahren 1945 bis 1951, das Vortragekreuz und die Holzgruppe Taufe Christi sind in der Art des Franz Schwanthalers, das Kruzifix im Langhaus (3. Viertel des 18. Jahrhunderts) wird ebenfalls dem Schwanthaler-Kreis zugerechnet. | BDA-Hist.: Q21552748 Status: § 2a Stand der BDA-Liste: 2025-06-30 Name: Kath. Pfarrkirche hl. Nikolaus und Friedhof GstNr.: .34, 561 Pfarrkirche Heiliger Nikolaus (Kirchheim im Innkreis) |
| ja   | Datei hochladen | Pfarrhof HERIS-ID: 92760 Objekt-ID: 107722                                   | Dorfstraße 17 Standort KG: Kirchheim im Innkreis  | | BDA-Hist.: Q37760643 Status: § 2a Stand der BDA-Liste: 2025-06-30 Name: Pfarrhof GstNr.: 569 Pfarrhof Kirchheim im Innkreis                                                                |